# Maďarská hokejová reprezentace
Maďarská hokejová reprezentace je mužská národní reprezentace Maďarska v ledním hokeji. Trenérem je Kanaďan Kevin Primeau.

## Stručně z historie
V třicátých letech 20. století patřila maďarská hokejová reprezentace na základě výsledků na mistrovství světa mezi deset nejlepších na světě. Nejlepší výsledek předvedla reprezentace Maďarska v roce 1937, kdy skončila celkově na 5. místě. Velice cenný výsledek uhrála na Mistrovství světa 1938 v Praze, kde dokázala remizovat s Kanadou 1–1.

### Z novodobé historie
19. dubna 2008 se Maďarsko po 70 letech díky prvnímu místu v I. divizi dostalo opět do elitní kategorie Mistrovství světa. Byl to historický úspěch novodobého maďarského hokeje. První zápas na MS 2009 po této dlouhé pauze odehrála maďarská reprezentace proti Slovensku, se kterým prohrála 3:4. V této sezóně Maďarsko neuhrálo ani jeden bod a sestoupilo zpátky.
V roce 2015 skončilo Maďarsko druhé v divizi I.A a tak na MS 2016 po 7 letech znovu hrálo v elitní skupině. První výhra na elitním MS přišla po 77 letech, když tým porazil Bělorusko 5:2. V této sezoně uhrálo Maďarsko 3 body, ale ani to jim nestačilo, protože Bělorusko ve svém posledním zápase bodovalo proti Francii a na úkor Maďarska se zachránilo.
V roce 2022 skončilo Maďarsko druhé v divizi I. A a tak na MS 2023 po 8 letech znovu hraje v elitní skupině. Na MS 2023 porazili po prodloužení Francii a v posledním zápase ve skupině prohráli na samostatné nájezdy s Rakouskem, které se vítězstvím nad Maďarskem na jejich úkor zachránilo. V základní skupině skončili s 3 body poslední a sestoupili pro rok 2024 do divize 1A. Tento turnaj chtělo původně pořádat Maďarsko, ale údajně kvůli neúčasti Ruska vzdalo kandidaturu.
V roce 2024 skončilo Maďarsko první v divizi I. A a tak na MS 2025 po 2 letech znovu hrálo v elitní skupině. Na MS 2025 porazily Kazachstán za tři body, ale muselo čekat na poslední zápas mezi Kazachstánem a Švýcarskem kde v tomto zápase musel Kazachstán získat musel získat bod aby se zachránil; měl tři body, stejně jako Maďarsko, ale Maďarsko mělo lepší vzájemný zápas. Kazachstán tento zápas nezvládl a tak se Maďarsko zachránilo v elitní kategorii mistrovství světa na úkor Kazachstánu a bude tak hrát na MS 2026 ve Švýcarsku.

## Lední hokej na olympijských hrách
| Hokej na ZOH | Místo ZOH                           | Umístění  | Soupisy  |
| ------------ | ----------------------------------- | --------- | -------- |
| ZOH – 1928   | Švýcarsko Svatý Mořic               | 6. místo  | Soupiska |
| ZOH – 1936   | Německá říše Garmisch-Partenkirchen | 7. místo  | Soupiska |
| ZOH – 1964   | Rakousko Innsbruck                  | 13. místo | Soupiska |

## Mistrovství světa
| MS        | Úroveň     | Místo turnaje                         | Umístění                         | Celkově                          |
| --------- | ---------- | ------------------------------------- | -------------------------------- | -------------------------------- |
| MS – 1930 | Elitní     | Chamonix, Vídeň, Berlín               | 6. místo                         | 6. místo                         |
| MS – 1931 | Elitní     | Krynica-Zdrój                         | 7. místo                         | 7. místo                         |
| MS – 1933 | Elitní     | Praha                                 | 7. místo                         | 7. místo                         |
| MS – 1934 | Elitní     | Milán                                 | 6. místo                         | 6. místo                         |
| MS – 1935 | Elitní     | Davos                                 | 11. místo                        | 11. místo                        |
| MS – 1937 | Elitní     | Londýn                                | 5. místo                         | 5. místo                         |
| MS – 1938 | Elitní     | Praha                                 | 7. místo                         | 7. místo                         |
| MS – 1939 | Elitní     | Curych, Basilej                       | 7. místo                         | 7. místo                         |
| MS – 1959 | Skupina B  | Plzeň                                 | 2. místo                         | 14. místo                        |
| MS – 1963 | Skupina C  | Stockholm                             | 2. místo                         | 17. místo                        |
| MS – 1964 | Skupina B  | Innsbruck                             | 8. místo                         | 16. místo                        |
| MS – 1965 | Skupina B  | Turku, Rauma, Pori                    | 4. místo                         | 12. místo                        |
| MS – 1966 | Skupina B  | Záhřeb                                | 7. místo                         | 15. místo                        |
| MS – 1967 | Skupina B  | Vídeň                                 | 8. místo                         | 16. místo                        |
| MS – 1969 | Skupina C  | Skopje                                | 3. místo                         | 17. místo                        |
| MS – 1970 | Skupina C  | Galați                                | 4. místo                         | 18. místo                        |
| MS – 1971 | Skupina C  | Nizozemsko                            | 3. místo                         | 19. místo                        |
| MS – 1972 | Skupina C  | Miercurea Ciuc                        | 5. místo                         | 18. místo                        |
| MS – 1973 | Skupina C  | Nizozemsko                            | 3. místo                         | 17. místo                        |
| MS – 1974 | Skupina C  | Grenoble, Gap, Lyon                   | 4. místo                         | 18. místo                        |
| MS – 1975 | Skupina C  | Sofie                                 | 4. místo                         | 18. místo                        |
| MS – 1976 | Skupina C  | Gdaňsk                                | 2. místo                         | 18. místo                        |
| MS – 1977 | Skupina B  | Tokio                                 | 6. místo                         | 14. místo                        |
| MS – 1978 | Skupina B  | Bělehrad                              | 6. místo                         | 13. místo                        |
| MS – 1979 | Skupina B  | Galați                                | 9. místo                         | 17. místo                        |
| MS – 1981 | Skupina C  | Peking                                | 3. místo                         | 19. místo                        |
| MS – 1982 | Skupina C  | Jaca                                  | 5. místo                         | 21. místo                        |
| MS – 1983 | Skupina C  | Budapešť                              | 2. místo                         | 18. místo                        |
| MS – 1985 | Skupina B  | Fribourg                              | 8. místo                         | 16. místo                        |
| MS – 1986 | Skupina C  | Puigcerdà                             | 6. místo                         | 22. místo                        |
| MS – 1987 | Skupina C  | Kodaň, Herlev, Hørsholm               | 5. místo                         | 21. místo                        |
| MS – 1989 | Skupina C  | Sydney                                | 4. místo                         | 20. místo                        |
| MS – 1990 | Skupina C  | Budapešť                              | 7. místo                         | 23. místo                        |
| MS – 1991 | Skupina C  | Brøndby                               | 6. místo                         | 22. místo                        |
| MS – 1992 | Skupina C1 | Hull                                  | 4. místo                         | 24. místo                        |
| MS – 1993 | Skupina C  | Lublaň                                | 4. místo                         | 24. místo                        |
| MS – 1994 | Skupina C1 | Poprad, Spišská Nová Ves              | 6. místo                         | 26. místo                        |
| MS – 1995 | Skupina C1 | Sofie                                 | 8. místo                         | 26. místo                        |
| MS – 1996 | Skupina C  | Jesenice, Kranj                       | 4. místo                         | 24. místo                        |
| MS – 1997 | Skupina C  | Tallinn, Kohtla-Järve                 | 6. místo                         | 26. místo                        |
| MS – 1998 | Skupina C  | Budapešť, Székesfehérvár, Dunaújváros | 1. místo                         | 25. místo                        |
| MS – 1999 | Skupina B  | Odense, Rødovre                       | 8. místo                         | 24. místo                        |
| MS – 2000 | Skupina C  | Peking                                | 1. místo                         | 25. místo                        |
| MS – 2001 | Divize I A | Grenoble                              | 4. místo                         | 23. místo                        |
| MS – 2002 | Divize I B | Székesfehérvár, Dunaújváros           | 2. místo                         | 20. místo                        |
| MS – 2003 | Divize I A | Budapešť                              | 3. místo                         | 21. místo                        |
| MS – 2004 | Divize I A | Oslo                                  | 4. místo                         | 24. místo                        |
| MS – 2005 | Divize I A | Debrecín                              | 3. místo                         | 21. místo                        |
| MS – 2006 | Divize I A | Amiens                                | 4. místo                         | 23. místo                        |
| MS – 2007 | Divize I B | Lublaň                                | 2. místo                         | 19. místo                        |
| MS – 2008 | Divize I B | Sapporo                               | 1. místo                         | 18. místo                        |
| MS – 2009 | Elitní     | Bern, Kloten                          | 16. místo                        | 16. místo                        |
| MS – 2010 | Divize I B | Lublaň                                | 2. místo                         | 20. místo                        |
| MS – 2011 | Divize I A | Budapešť                              | 2. místo                         | 19. místo                        |
| MS – 2012 | Divize I A | Lublaň                                | 3. místo                         | 19. místo                        |
| MS – 2013 | Divize I A | Budapešť                              | 3. místo                         | 19. místo                        |
| MS – 2014 | Divize I A | Kojang                                | 5. místo                         | 21. místo                        |
| MS – 2015 | Divize I A | Krakov                                | 2. místo                         | 18. místo                        |
| MS – 2016 | Elitní     | Moskva, Petrohrad                     | 15. místo                        | 15. místo                        |
| MS – 2017 | Divize I A | Kyjev                                 | 5. místo                         | 21. místo                        |
| MS – 2018 | Divize I A | Budapešť                              | 4. místo                         | 20. místo                        |
| MS – 2019 | Divize I A | Astana                                | 5. místo                         | 21. místo                        |
| MS – 2020 | Divize I A | Lublaň                                | Zrušeno kvůli pandemii covidu-19 | Zrušeno kvůli pandemii covidu-19 |
| MS – 2021 | Divize I A | Lublaň                                | Zrušeno kvůli pandemii covidu-19 | Zrušeno kvůli pandemii covidu-19 |
| MS – 2022 | Divize I A | Lublaň                                | 2. místo                         | 18. místo                        |
| MS – 2023 | Elitní     | Tampere, Riga                         | 15. místo                        | 15. místo                        |
| MS – 2024 | Divize I A | Bolzano                               | 1. místo                         |                                  |
| MS – 2025 | Elitní     | Švédsko a Dánsko (Stockholm, Herning) | 14. místo                        | 14. místo                        |

## Dres
| MS 2015 | MS 2016 | MS 2022 |
|         |         |         |